# Медведь (песня)
«Медве́дь» — песня российской рок-группы «Король и Шут» из альбома «Жаль, нет ружья». Выходила синглом в 2002 году. Концертное исполнение песни включено в альбом «На краю. Live» (2014).
Сингл попал в хит-парад «Нашего радио» «Чартова дюжина» и достиг его вершины. Начиная с 2008 года музыканты изменили оригинальную аранжировку композиции — до момента распада коллектива она исполнялась в стиле индастриал-метал.
По словам Михаила Горшенёва, текст песни написан на тему произведения Евгения Шварца.
18 августа 2023 года на официальном канале Андрея Князева вышел анимационный клип на данную композицию.

## Участники записи
- Михаил Горшенёв — вокал, музыка.
- Андрей Князев — бэк-вокал, текст.
- Александр Леонтьев, Яков Цвиркунов, Александр Балунов — акустическая гитара, бэк-вокал.
- Мария Нефёдова — скрипка.
- Александр Щиголев — барабаны.